# Burmaniahuis
Het Burmaniahuis is een monumentaal herenhuis in de Nederlandse stad Leeuwarden.

## Geschiedenis
Al in de 15e eeuw, mogelijk zelfs eerder, stond er een stins op de Oldehove, een van de terpdorpen waaruit Leeuwarden is ontstaan. Bekend is dat Rienck van Burmania, drost van Coevorden, rond 1555 het toenmalige Burmaniahuis verbouwde. Tot begin 19e eeuw bleef het huis eigendom van de familie Van Burmania.
Jhr. mr. Idsert Aebinga van Humalda, gouverneur van Friesland kocht het huis in 1816 van de erven van de familie Van Burmania. Rond 1843 betrok een oomzegger van Aebinga van Humalda, Idzerd Frans van Eysinga (1794-1870) het huis met zijn gezin.

## Een nieuw huis
Het huis vererfde in 1871 op jkvr. Clara Tjallinga Aedonia van Eysinga, dochter van Idzerd Frans van Eysinga. Zij was echtgenote van Bernhardus Hopperus Buma, oud-burgemeester. Zij lieten het pand slopen en door architect Jurjen Bruns het huis bouwen dat er tegenwoordig nog staat. Bruns ontwierp een pand van twee verdiepingen in neorenaissancestijl.
Al in 1889 waren er bouwkundige aanpassingen nodig. Architect Hendrik Hendriks Kramer zorgde onder andere voor een versteviging van de entreepartij en balkons. Hij stond niet achter de decoratieve stijl van zijn voorganger en hij verving daarom het ornamentrijke fronton door een eenvoudiger exemplaar en gaf de rijk versierde ramen een strakkere omlijsting.
Wiardus Willem Hopperus Buma, zoon van het echtpaar Hopperus Buma-van Eysinga, bewoonde het huis met zijn gezin, tot hij in 1898 burgemeester werd van Hennaarderadeel. Hun kinderen, onder wie Barend Hopperus Buma, werden in het Burmaniahuis geboren.
Van 1899 tot 1909 werd het huis verhuurd aan advocaat-generaal Jacob Jan Lodewijk Hangest baron d’Yvoy en in 1912 korte tijd aan officier van justitie mr. Johan de Vries van Doesburg. Daarna verloor het huis zijn woonfunctie.

## Kantoor
In 1912 werd het Burmaniahuis verkocht aan de Algemeene Friesche Levensverzekeringsmaatschappij, een voorloper van AEGON, die het in gebruik had als kantoorruimte. Aan het eind van de Tweede Wereldoorlog werd een deel van het pand enige tijd gebruikt door de Sicherheitsdienst.
In 1989 verkocht AEGON het Burmaniahuis aan de gemeente Leeuwarden. Omdat het Stadhuis van Leeuwarden te klein werd, zocht de gemeente naar een oplossing. Er werd gekozen voor een nieuw te bouwen stadskantoor, waaraan in 1992 werd begonnen. Het Burmaniahuis werd omsloten door nieuwbouw en vormt tegenwoordig de entree van het nieuwe stadskantoor.